# Hutchinson Island South
Hutchinson Island South és una concentració de població designada pel cens dels Estats Units a l'estat de Florida. Segons el cens del 2000 tenia 4.846 habitants.

## Demografia
Segons el cens del 2000, Hutchinson Island South tenia 4.846 habitants, 2.827 habitatges, i 1.749 famílies. La densitat de població era de 414,9 habitants/km².
Dels 2.827 habitatges en un 1,8% hi vivien nens de menys de 18 anys, en un 59% hi vivien parelles casades, en un 1,8% dones solteres, i en un 38,1% no eren unitats familiars. En el 34,2% dels habitatges hi vivien persones soles el 24,5% de les quals corresponia a persones de 65 anys o més que vivien soles. El nombre mitjà de persones vivint en cada habitatge era d'1,71 i el nombre mitjà de persones que vivien en cada família era de 2,08.
Per edats la població es repartia de la següent manera: un 1,8% tenia menys de 18 anys, un 0,7% entre 18 i 24, un 6,6% entre 25 i 44, un 29,5% de 45 a 60 i un 61,4% 65 anys o més.
L'edat mediana era de 69 anys. Per cada 100 dones de 18 o més anys hi havia 88,7 homes.
La renda mediana per habitatge era de 43.329 $ i la renda mediana per família de 49.978 $. Els homes tenien una renda mediana de 47.150 $ mentre que les dones 27.679 $. La renda per capita de la població era de 37.575 $. Entorn del 2,4% de les famílies i el 4,5% de la població estaven per davall del llindar de pobresa.

## Poblacions més properes
El següent diagrama mostra les poblacions més properes.